# Andreas Alschinger
Andreas Alschinger (2 de noviembre de 1791 - 10 de enero de 1864 ) fue un profesor y botánico austríaco.

## Biografía
Estudió teología entre 1810 y 1813, en la Academia de Fiume. De 1821 a 1858 fue profesor de historia, obras clásicas e historia natural en la alta escuela de Zara. En 1859, se retiró a Viena, especializándose en la flora de Dalmacia.

## Obra
- 1832. Flora Jadrensis: complectens plantas phaenogamas hucusque in agro Jadertino detectas et secundum systema Linnaeano-Sprengelianum redactas. Editor Typographia Battara, 148 pp. Reimpresa por Nabu Press, 2012. ISBN 1-272-95599-0

## Honores

### Eponimia
- (Fabaceae) Cytisus alschingeri Vis.[3]

- (Fabaceae) Laburnum alschingeri K.Koch & Fintelm.[4]